# 星黃蝶
星黃蝶（學名：Eurema brigitta），又名幼粉蝶、無標黃粉蝶、星點黃蝶、星黃粉蝶。

## 描述
本種為小型粉蝶，體色黃色，背部具黑褐色紋。雄蝶頭部帶毛，呈褐與粉紅色，觸角為黑褐與粉紅鱗片，口器黑褐，下唇鬚黃帶粉紅。胸背披白毛，腹面黃，腹部側與腹面覆黃毛，足覆黃鱗。
前翅長15-23 mm，略長呈三角形，前緣凸、外緣與內緣近直。翅背面底色黃，前翅外緣與後翅外緣具黑褐色邊。翅腹面底色較淺，黑褐紋集中於後翅，Rs、M1、M2室斑連成直線，中室末端有一黑褐短紋。前後翅中室端亦具黑褐小點，後翅另有線狀斑紋。
雌蝶與雄蝶斑紋相似，但底色較淺，黑鱗較明顯，翅面黑褐斑紋亦較不清晰。雄蝶無性標。

## 分佈
此種廣泛分布於熱帶非洲、東洋及澳洲區，但不包括菲律賓。在臺灣，主要見於平地至中海拔山地，北部較少。

## 棲地
棲息於開闊環境，只要幼蟲寄主假含羞草存在即可。一年多代，成蝶活躍於明亮處，飛行近地面且喜訪花，雄蝶常聚於濕地吸水。幼蟲專食豆科假含羞草。